# 蒙特基亚罗-达奎
蒙特基亚罗-达奎（義大利語：Montechiaro d'Acqui），是意大利亚历山德里亚省的一个市镇。总面积17.51平方公里，人口589人，人口密度33.6人/平方公里（2009年）。ISTAT代码为006106。